# Saint-Christophe-en-Oisans
 Saint-Christophe-en-Oisans  es una población y comuna francesa, en la región de Ródano-Alpes, departamento de Isère, en el distrito de Grenoble y cantón de Le Bourg-d'Oisans.

## Demografía
| 122 | 91 | 74 | 103 | 103 | 106 |
| Para los censos de 1962 a 1999 la población legal corresponde a la población sin duplicidades (Fuente: INSEE [Consultar]) |    |    |     |     |     |